# Кляшторек
Кляшторек (пол. Klasztorek, нім. Klösterchen) — село в Польщі, у гміні Ґардея Квідзинського повіту Поморського воєводства.
Населення — 190 осіб (2011).
У 1975-1998 роках село належало до Ельблонзького воєводства.

## Демографія
Демографічна структура станом на 31 березня 2011 року:
|          | Загалом | Допрацездатний вік | Працездатний вік | Постпрацездатний вік |
| -------- | ------- | ------------------ | ---------------- | -------------------- |
| Чоловіки | 93      | 18                 | 65               | 10                   |
| Жінки    | 97      | 27                 | 52               | 18                   |
| Разом    | 190     | 45                 | 117              | 28                   |